# José Wilber Cortés Viveros
José Wilber Cortés Viveros (Tumaco 1 de octubre de 1978 - Caquetá 29 de abril de 2012) Fue un militar colombiano, miembro del Ejército Nacional de Colombia.

## Biografía
Nació en Tumaco (Nariño). Ingresó a la Escuela Militar de Suboficiales (EMSUB) en 1999 y se graduó como Cabo Segundo en el 2000. Durante su carrera militar, prestó sus servicios en el Batallón de Infantería N.º 15 “Patriotas”, el Batallón de Contraguerrillas N.º 53 “Soldado Pedro Pascasio Martínez”, la Escuela de Policía Militar, Batallón de Alta Montaña N.º 5 “General Urbano Castellanos”, el Batallón de Infantería N.º 5 “Batalla de Bárbula”, Batallón de Infantería N.º 41 “General Rafael Reyes”, el Batallón contra el narcotráfico N.º 1 “General Rodolfo Herrera”.

## Reconocimientos
Obtuvo la medalla al valor, la medalla ”Fé en la causa” y la medalla “Policía Militar”, con 46 felicitaciones otorgadas.

## Muerte
Murió el 29 de abril del 2012 en combate en Caquetá, con el Frente 15 de las Fuerzas Armadas Revolucionarias de Colombia - Ejército del Pueblo (FARC-EP) defendiendo con su vida al reportero y periodista francés Romeo Langlois, quien, como corresponsal de guerra, realizaba un trabajo periodístico sobre las operaciones militares contra el narcotráfico. Langlois, fue secuestrado en el momento de la muerte del Sargento Cortés. Una vez liberado, viajó a Francia, donde presentó un documental sobre el valor y los últimos momentos de vida del Sargento Cortés.

## Homenajes
La Octava División del Ejército Nacional tiene el Batallón Especial Energético y Vial No 22 Sargento Viceprimero José Wilber Cortes Viveros en Tame (Arauca). también el curso de suboficiales No 88 tiene su nombre